# Публий Корнелий Сципион Назика (претор)
Вижте пояснителната страница за други личности с името Публий Корнелий Сципион).
Публий Корнелий Сципион Назика (на латински: Publius Cornelius Scipio Nasica) e политик на Римската република през 1 век пр.н.е.
Произлиза от клон Сципион на фамилията Корнелии. Женен е за дъщеря на оратора Луций Лициний Крас. Техният син Публий е осиновен чрез завещание през 64 пр.н.е. от Квинт Цецилий Метел Пий и получава името Квинт Цецилий Метел Пий Сципион.
През 93 пр.н.е. той е претор в Испания.